# Sericanthe burundensis
Sericanthe burundensis är en måreväxtart som beskrevs av Elmar Robbrecht. Sericanthe burundensis ingår i släktet Sericanthe och familjen måreväxter.
Artens utbredningsområde är Burundi. Inga underarter finns listade i Catalogue of Life.